# Anolis monensis
Anolis monensis (монаський аноліс) — вид ігуаноподібних ящірок родини анолісових (Dactyloidae). Ендемік Пуерто-Рико.

## Поширення і екологія
Монаські аноліси мешкають на островах Мона і Моніто, розташованих на захід від Пуерто-Рико. Вони живуть на узліссях листяних рідколісь та в сухих, колючих чагарникових і кактусових заростях, трапляються в тріщинах серед скель. Живляться комахами і плодами.